# تشاد فوكس
تشاد فوكس (بالإنجليزية: Chad Fox) هو لاعب كرة قاعدة أمريكي، ولد في 3 سبتمبر 1970 في كونروي في الولايات المتحدة.

## وصلات خارجية
- تشاد فوكس على موقعبيزبول رفرنس.كوم (الدوري الرئيسي) (الإنجليزية)
- تشاد فوكس على موقع مشجعي الرسوم البيانية (الإنجليزية)